# Antecosuchus
Antecosuchus — вимерлий рід тероцефалів баурій. Вік оцінюється в 247.2–242.0 Ma; локація: тріас Росії.